# Сотников, Сергей Юрьевич
Сергей Юрьевич Сотников (род.16.09.1984, Актюбинск, Казахская ССР) – исследователь, предприниматель, общественный деятель и публицист. Сооснователь  и генеральный директор компании и лаборатории «Формат Мышления».
Автор документального фильма «Бузулукский бор» (#SaveBor, 2018), посвящённого истории Национального парка Бузулукский бор и проблеме разработки нефтяных месторождений на заповедной территории. В 2019-м году за эту картину Сотников получил награду «Хрустальный компас» Русского географического общества в номинации «Гражданская позиция».

## Биография
Сергей Сотников родился в 1984 году в  городе Актюбинск. В юности увлекался фотографией и журналистикой, с 15 лет печатался и руководил специальными проектами в региональных изданиях. В 2006-м окончил факультет журналистики Оренбургского государственного университета.
В 2003 году окончил курсы «Основы заповедного дела», организованные СМЦ «Заповедники» на территории Алтайского заповедника.
C 2009 года оставил журналистскую деятельность и возглавил региональную редакцию фотоагентства «Geometria.ru» в Оренбурге, с 2010 года вошёл в состав совета директоров, занимался формированием и кураторством новых редакций в России и за рубежом в должности директора-наставника. В 2017 году покинул совет директоров, переключившись на частные проекты.
Весной  2015 года Сергей Сотников создал некоммерческий фонд и агентство «Единая География» (UnitedGeo), которые под его началом занимались рядом российских и международных экологических и образовательных проектов. Одним из основных направлений работы стала защита национального парка Бузулукский бор от добычи нефти и работа над проектом очистки Национального парка Сагарматха в Непале. В июле 2015 году Сергей стал спикером TEDx  с темой  «Антропоценоз: реальность или утопия» (Anthropotsenoz: reality or utopia).  В 2016-м году в Оренбурге организовал первый в России образовательный Science Slam по медицине. В этом же году провёл первый в Оренбурге TEDx и организовал бесплатную школу для молодых медиа-специалистов Step.Media, в её рамках проводил хакатоны для журналистов и десятки лекций для школьников и студентов на протяжении 3 лет.
В 2014 году Сергей Сотников отправляется в двухмесячную экспедицию в Индостан с целью изучить человеческий потенциал в  мышлении и деятельности, особое внимание уделяя буддистским и индуистским практикам в работе над теорией сознания. Эти экспедиции, как и исследования мышления и сознания, продолжаются до сих пор.
В 2019 году им вместе с партнёрами был создан исследовательский стартап MindFormat.ai, который на основе искусственного интеллекта исследует гармонию мышления и деятельности человека.

## Фильм «Бузулукский бор»
Ещё в 1950-х на территории бора начались геологоразведывательные работы, которые выявили несколько нефтяных месторождений общим объёмом от 40 до 80 млн тонн. В 1971 году после аварии работы в бору были прекращены, однако с того времени в национальном парке сохранилось 162 нефтяные скважины, часть из которых требовали переконсервации из-за проблем с герметичностью.
В 2015 году Минприроды РФ несмотря на возражения местных депутатов и общественности провело конкурс на право добычи нефти в Бузулукском бору, который выиграло ЗАО «Антипинский НПЗ».
Чтобы привлечь широкое внимание к экологическим последствиям добычи нефти в уникальном реликтовом лесу, Сергей Сотников в 2015 году приступил к съёмкам документального фильма «Бузулукский бор», который был представлен в 2018 году. Документальная картина снималась на средства автора и пожертвования в результате краудфандинговой кампании. Участие в съёмках принимал известный российский географ, академик РАН, директор Уральского Института степи Александр Чибилёв.
Вскоре после премьеры фильма в марте 2018 года Сергей Сотников письменно обратился к президенту Владимиру Путину с просьбой пересмотреть работу Министерства природы по вопросам национальных парков и заповедников и в частности добычи нефти в Бузулукском бору и закрыть имеющиеся скважины. И сам фильм, выпущенный накануне президентских выборов в России, позиционировался авторами как «обращение к будущему президенту». Через 3 месяца после выхода фильма министерство природных ресурсов было расформировано и впервые за всю историю современной России в нём был создан департамент, отвечающий за работу Национальных парков и заповедников.
В 2019-м году за фильм «Бузулукский бор» Сотников получил награду «Хрустальный компас» Русского географического общества в номинации «Гражданская позиция».

## Проект «Чистый Эверест»
В 2018 году в Непале командой под руководством Сергеем Сотникова во время исследования Национального парка Сагарматха и буддисткой культуры вокруг Эвереста были обнаружены захоронения сожжённых пластиковых отходов  (в основном бутылок, в которых туристам продают воду). По причине сложности транспортировки мусора с гор, пластик там сжигают, но он не сгорает полностью, поэтому остатки закапывают вблизи деревень. По оценкам «Единой географии», ежегодно возле деревень захоранивается порядка 80 тонн пластиковых отходов.
По итогам экспедиции Сергей Сотников инициировал встречу с начальником департамента технологии Непальской Академии Наук и старшим советником премьер-министра Непала по науке Рабиндрой Дхакалом. Стороны договорились о сотрудничестве «Единой географии» и NAST в вопросах решения проблема пластика в Гималаях. Отчеты об обнаруженных отходах были направлены в ООН. Жители посёлка Фериче, расположенного в центре Национального парка, после публикации находок, провели самостоятельную очистку сожжённых пластиковых отходов на территории Сагарматхи. Правительство Непала запретило ввоз туристами одноразовых пластиковых бутылок на территорию Национального парка. В 2019 году во время очередной экспедиции United Geo местная организация SPCS (Sagarmatha Pollution control Committee) и шведский проект Sagarmatha Next обсудили партнёрство с целью очистки национального парка Сагарматха от пластиковых отходов.

## Спасение туристов из КНР на маршруте «Кольцо Аннапурны»
В марте 2019 года группа исследователей под руководством Сергея Сотникова во время восхождения на перевал Торонг-Ла в Непале обнаружила там сбившуюся с маршрута группу из трёх китайских туристов и 6 жителей Новой Зеландии. Этой зимой на Аннапурну выпали аномальные осадки, из-за чего перевал Торонг-Ла даже был закрыт для туристов на определённое время.
Обнаруженные туристы присоединились к российской группе и успешно вышли на маршрут. Трое жителей Китая решили не продолжать движение, а вернуться по следам в базовый лагерь, откуда были эвакуировали на вертолёте с серьёзными обморожениями. В итоге они успешно добрались до КНР.

## Теория потока мышления
В 2018 году Сергей Сотников познакомился с новосибирским философом и исследователем Александром Ляминым, а уже в 2019 году они совместно основали компанию «Формат Мышления», в основу которой легла одноимённая гипотеза Александра Лямина, доработанная и дополненная практическими исследованиями Сотникова.
Согласно гипотезе, мышление человека, происходящее во время работы множества переплетённых нейронных сетей в головном мозге (когнитоме), выделяет некую доминанту (формат мышления), которая по своим характеристикам может быть описана как физический поток с комфортным объёмом обрабатываемой информации, скоростью обработки информации и структурностью.
Согласно исследованиям команды, каждый человек обладает своим природным форматом мышления (нейронной доминантой), который влияет на его деятельность: поведение, эмоциональные реакции, профессиональную предрасположенность и многое другое.
В зависимости от отношения упомянутых характеристик Александром Ляминым были описаны 27 форматов (типов) мышления. На основе этих данных команда создала тест-игру, которая демонстрирует человеку его формат мышления и одновременно обучает искусственный интеллект.
В настоящий момент компания и лаборатория под управлением Сергея Сотникова занимается исследованием и созданием продукта диагностики мышления человека для помощи в выборе верной деятельности, профессии и создания индивидуального образовательного трека. По состоянию на август 2020 года в исследовании приняли участие более 75 тысяч человек.